# Бархин, Григорий Борисович
Григо́рий Бори́сович (Герш Беркович) Бархин (1880, Пермь — 1969, Москва) — советский архитектор, градостроитель, теоретик архитектуры, педагог, член-корреспондент Академии Строительства и Архитектуры (1956), Заслуженный деятель науки и техники РСФСР. Отец архитекторов Бориса, Анны и Михаила Бархиных.

## Биография
Родился 7 (19) марта 1880 года в Перми в семье ремесленника-маляра, детство провёл в Забайкалье. В 1897—1901 годах учился в Одесском художественном училище. В 1901—1908 годах учился в Высшем художественном училище при Императорской Академии художеств — у А. Н. Померанцева; получил звание художника за проект «городского православного кладбища в окрестностях столицы» (19.05.1898) .
В 1908—1911 годах был помощником архитектора Р. И. Клейна при создании Бородинского моста в Москве и интерьеров Музея изящных искусств.
В 1915—1920 годах служил в армии, руководил инженерно-строительными работами на Кавказском фронте.
Участвовал в работе Московского архитектурного общества (1923—1930), редактировал издание «Конкурсы МАО» (1923—1926) и др. В 1932 году был одним из основателей Союза архитекторов СССР.
До 1967 года преподавал: с 1929 года — в Архитектурно-строительном институте (АСИ), с 1933 года — в Московском архитектурном институте; профессор с 1930 года.
В 1930-х годах руководил архитектурно-планировочной мастерской Моссовета.
Умер 11 апреля 1969 года в Москве. Похоронен на Введенском кладбище (уч. 25).
Его сыновья, Михаил Григорьевич (1906—1988) и Борис Григорьевич (1912—1999) также были архитекторами и похоронены вместе с отцом на семейном участке.

## Избранные проекты и постройки
- Проект восстановления Севастополя (1943—1946);
- Проектные работы по реконструкции Москвы (1933—1938);
- Санаторий в Саки в Крыму (1929);
- Здание газеты «Известия» в Москве (1925—1927);
- Заводы серной и азотной кислот близ города Нижний Новгород (1915—1916).

## Публикации
- Рабочий дом и рабочий посёлок-сад. — М., 1922.
- Архитектура театра. — М., 1947.

## Награды
- Орден Трудового Красного Знамени (27.07.1955) — в связи с 75-летием со дня рождения и 50-летием творческой, научно-педагогической и общественной деятельности